# BA-64
Počátky vývoje obrněného automobilu BA-64 sahají do roku 1941, kdy se v Sovětském svazu začal vyrábět džíp GAZ-64. Tento automobil s náhonem všech čtyř kol se ukázal jako úspěšný typ a tak návrh na modifikaci na lehký obrněný automobil na sebe nenechal dlouho čekat.
Prototyp obrněného automobilu s označením BA-64 byl dokončen na podzim roku 1941. Testy probíhaly od 9. ledna 1942, počátkem března byl stroj přijat do výzbroje Rudé armády.

## Technické údaje

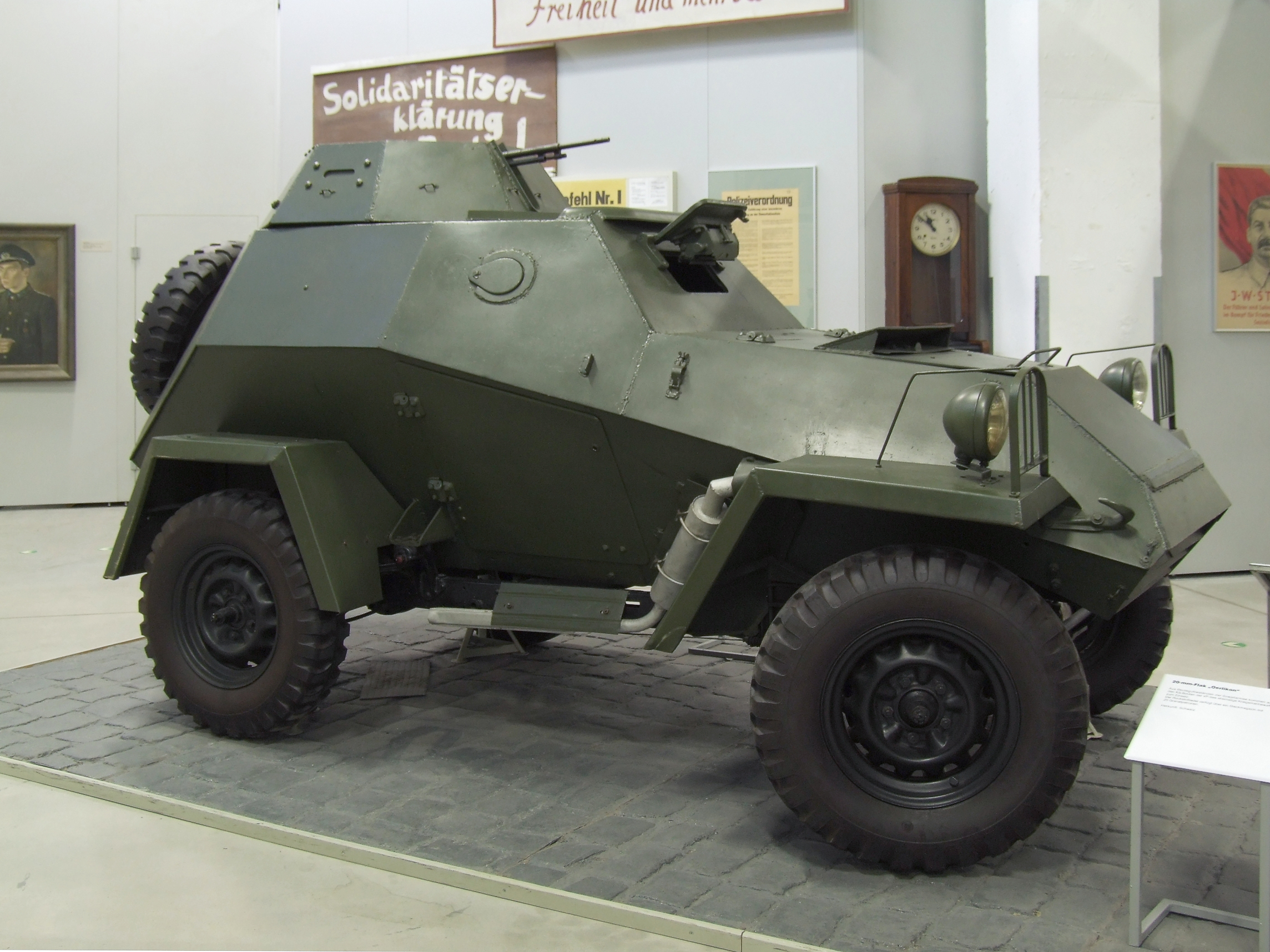
BA-64 v muzeu v Drážďanech, Německo

Obrněný automobil poháněl motor GAZ-MM o síle 50 hp uložený v přední části vozidla pod pancéřovým krytem, což však způsobovalo špatné chlazení motoru. Proto konstruktéři přidali na kryt větrací otvor. Stroj dosahoval na silnici rychlosti až 80 km/h a dojezd činil až 540 km.
Výzbroj byla tvořena jedním 7,62mm kulometem DT, který byl umístěn na střeše bojového prostoru v malé věžičce bez střešního plátu, která tak částečně chránila velitele při vedení střelby před nepřátelskou palbou. Absence střešního plátu věže však pro osádku představovala riziko vhození ručního granátu do bojového prostoru, proto osádky často překrývaly toto místo drátěným pletivem nebo plachtou. Některé stroje byly také během války přezbrojeny a místo původního kulometu vybaveny protitankovou puškou nebo kulometem DŠK. Obrněná auta, která prováděla na bojišti taktický průzkum, byla vybavena radiostanicí RB (12PR), jejíž obsluhu měl na starost velitel. Počáteční problémy vozu, kterým byla např. častá poruchovost, vysoká spotřeba paliva či špatná průchodnost terénem, byly během pokračujícího vývoje stroje většinou či částečně odstraněny.

## Bojové použití
Výroba BA-64 začala v roce 1942 a v polovině téhož roku přicházely do výzbroje Rudé armády první kusy. Obrněné automobily BA-64 se staly v sovětské armádě běžným prostředkem pro vedení průzkumu. Do výzbroje je během války získaly i Polsko a Československo pro své východní jednotky (1. československý armádní sbor). Do roku 1946 bylo vyrobeno přes 3500 kusů tohoto stroje.
Po válce se ještě v padesátých letech BA-64 zúčastnil války v Koreji na straně severokorejské armády. Poslední kusy pak dosloužily ve výzbroji některých armád ještě v šedesátých letech 20. století.

## Varianty
- BA-64B – Verze s větším rozchodem kol pro zvýšení stability a průchodnost terénem. Ve výrobě byla od roku 1943.
- BA-64 ŽD – Úprava pro jízdu na železničních kolejích. Známy dvě varianty – BA-64 G s ocelovou obručí místo kol a BA-64 V s namontovanými koly, ovšem před a za vozidlem byl umístěn nosník s železničními koly.
- BA-64D – Úprava pro šestičlenný výsadek. Stroj nebyl vybaven žádnou výzbrojí. V zadní části trupu byla dvířka pro snadnější výsadek.
- BAŠ-64B – Verze štábního automobilu. Bylo rozšířeno radiové vybavení a v zadní části trupu přibyla dvířka.
- BA-64 SCh – Verze pro snadnější prostupnost sněhovým terénem, kde byla zadní kola nahrazena pásovým podvozkem s gumovým pásem a přední kola lyžemi
- BA-64DŠK – Verze s kulometem DŠK ráže 12,7 mm